# بیانکا لاسون
بیانکا لاسون (انگلیسی: Bianca Lawson؛ زادهٔ ۲۰ مارس ۱۹۷۹) یک هنرپیشه اهل ایالات متحده آمریکا است. وی از سال ۱۹۸۸ میلادی تاکنون مشغول فعالیت بوده است.
او در فیلم شکسته بازی کرده است.